# Tachina laeta
Tachina laeta là một loài ruồi trong họ Tachinidae.